# Juan Belmonte
Juan Belmonte García (Siviglia, 14 aprile 1892 – Utrera, 8 aprile 1962) è stato un torero spagnolo, considerato il prototipo del toreo moderno ed uno dei toreri più famosi di tutti i tempi.

## Biografia

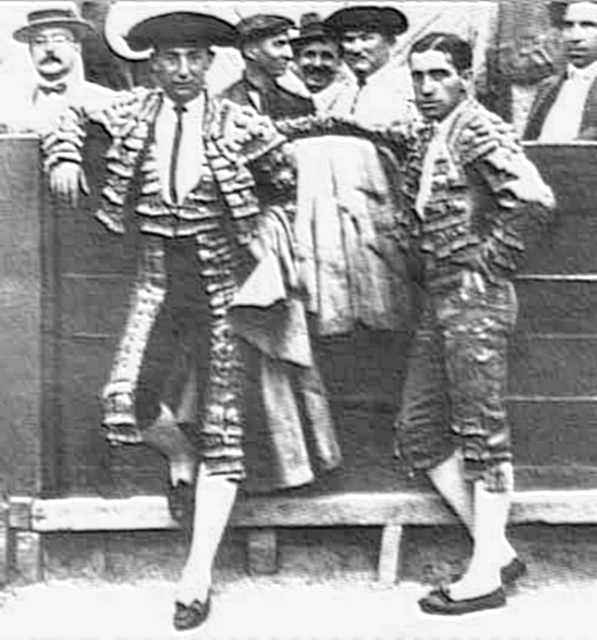
Juan Belmonte (a destra) insieme a Joselito nella Plaza de Toros di Murcia nell'aprile del 1920

Soprannominato "el Pasmo de Triana", ossia "la meraviglia di Triana" (un quartiere di Siviglia), la sua carriera si sviluppò tra il 1913 e il 1936, quando si ritirò definitivamente dopo aver già abbandonato l'attività due volte, nel 1922 e nel 1934. Nel 1919 fu il protagonista di ben 109 corride, una cifra record che non fu superata per alcuni decenni.
Assieme a Joselito e a Rodolfo Gaona fu uno dei grandi interpreti dell'età dell'oro del toreo. La sua rivalità con Joselito, protrattasi fino al 1920, anno in cui quest'ultimo perse tragicamente la vita, fece sì che la popolarità del toreo toccasse cime mai raggiunte prima nella società spagnola.
Fu amico di Ernest Hemingway, che lo cita in Fiesta e in Morte nel pomeriggio.
Morì suicida l'8 aprile 1962 ma, nonostante  la religione cattolica proibisse la sepoltura in terra consacrata ai suicidi, venne permessa la sua sepoltura nel cimitero di San Fernando di Siviglia.